# Люляка
Хижа „Люляка“ се намира в местността Джурин кладенец, на десния бряг на река Крива, на 610 m н.в. в Западна Стара планина. Разположена е на границата между Софийска планина и Три уши.
До нея може да се стигне по асфалтиран път след старото шосе през селището Беледие хан (част от с. Градец, община Костинброд, 26 km от София). В непосредствена близост до хижата се намират множество пещери и интересни за катерене скали.
Хижата е построена през 1964 г. с много доброволен труд от жители на селището Беледие хан и пещерния клуб към туристическо дружество „Иван Вазов“ в София. 
Разполага с 24 места, в стаи с по 2, 3 или 4 легла, етажни санитарни възли и бани, туристическа столова, ресторант и бар.
През есента на 2008 г. над река Крива е построен нов мост, който дава възможност на посетителите на района край хижа „Люляка“ да достигнат до любимите си места за пикник и разходки, да ползват новоизградена беседка и възстановената детска площадка, както и да се запознаят с богатото биоразнообразие на Беледие хан.
- Изглед от Беледие хан
- Изглед от левия бряг на р. Крива към х. „Люляка“
- Хижа „Люляка“ и река Крива